# Ланели
Ланѐли (на уелски: Llanelli, [ɬaˈnɛɬi]) е град в Южен Уелс, графство Кармартъншър. Разположен е около устието на река Лиеди в залива Кармартън Бей към Бристълския канал на около 100 km северозападно от столицата Кардиф. На около 20 km на север от Ланели се намира главният административен център на графството Кармартън. Ланели е най-големият град в графство Кармартъншър. Основан е през 18 век. Изработване на грънчарски изделия. Производство на стъкло, ламарина и химикали. Има пристанище и жп гара. Морски курорт. Населението му е 46 358 жители според данни от преброяването през 2001 г.

## Спорт
Представителният футболен отбор на града се казва АФК Ланели. Дългогодишен участник е в Уелската Висша лига.

## Побратимени градове
- Ажан Франция от 1 юли 1989 г.